# Stefan Schwoch
Stefan Schwoch (Bolzano, 19 ottobre 1969) è un dirigente sportivo ed ex calciatore italiano, di ruolo attaccante.
La sua carriera agonistica è legata particolarmente al Vicenza, club in cui ha militato per sette stagioni fino a diventarne capitano, tuttavia ha giocato e segnato per varie squadre, in varie categorie: principalmente in Serie B, dove con 135 marcature complessive è il marcatore più prolifico di tutti i tempi tra i cadetti, alla pari con Massimo Coda.

## Biografia
Stefan Schwoch è nato a Bolzano da madre palermitana e padre teramano. Il suo cognome è tedesco polacco.

## Carriera

### Giocatore

#### Gli inizi
Di origini polacche da parte di padre, Schwoch ha iniziato la carriera nel Passirio Merano nella stagione 1987-1988 nel campionato Interregionale, dove diciottenne realizza 4 gol in 25 incontri. L'anno seguente si sposta in Trentino, alla Benacense Riva, dove aumenta il proprio bottino di gol, 9 in 31 incontri. È nel 1989 la sua prima esperienza in un campionato professionistico, alla SPAL in serie C2, dove viene impegnato stabilmente nel ruolo di ala tornante; qui segna un gol in 24 partite.
Ritornato tra i dilettanti, al Crevalcore, è per due anni consecutivi il capocannoniere della squadra, segnando 12 gol (in 29 incontri) il primo anno, e 18 gol (in 30 incontri) il secondo. Torna quindi in Serie C2, acquistato dal Pavia, con cui milita per due stagioni nelle posizioni medio-alte della classifica: mette a segno 7 gol il primo anno (in 29 incontri) e 12 gol l'anno seguente (in 21 partite). Nella stagione 1994-1995 passa al Livorno, sempre in quarta serie, dove mette a segno 19 gol in 33 incontri, guidando la squadra amaranto ai play-off, prima di terminare la corsa promozione contro il Castel di Sangro.

#### Affermazione in serie minori

Schwoch al Ravenna nella stagione 1995-1996

Ceduto al Ravenna, in Serie C1, segna 21 gol in 33 partite, guidando i giallorossi alla conquista della promozione tra i cadetti. L'anno successivo, nel 1996, il Ravenna pur partendo con una penalizzazione di tre punti, ottiene un ottavo posto, grazie anche agli 8 gol in 38 incontri del suo attaccante. Passato al Venezia di Maurizio Zamparini, ritrova Walter Novellino (allenatore già avuto a Ravenna) e dopo 31 anni la squadra lagunare anche grazie ai suoi gol ritorna in Serie A.
Alla soglia dei 30 anni debutta quindi nella massima serie, precisamente il 13 settembre 1998 in Bari-Venezia (1-0). Dopo 2 gol in 14 partite nel gennaio del 1999 passa al Napoli, in Serie B. Alla fine dell'annata saranno 6 i suoi gol in 22 incontri. Nella stagione 1999-2000, sempre sotto al Vesuvio, Schwoch, che ritrova ancora Walter Novellino, contribuisce alla promozione degli azzurri in Serie A: 22 sono i suoi gol in 35 partite, record assoluto nella storia del Napoli insieme ad Antonio Vojak, primato poi battuto nella stagione 2012-2013 da Edinson Cavani (che segnerà 29 gol con la maglia azzurra); il record sarà poi ulteriormente migliorato da Gonzalo Higuaín con 36 reti nella stagione 2015-2016.

Schwoch al Venezia nel 1998

Nel 2000 rimane in Serie B, al Torino neo-retrocesso, non venendo impiegato titolare perché chiuso dal compagno di reparto Marco Ferrante; nel gennaio 2001, dopo la sostituzione di Gigi Simoni con Giancarlo Camolese e la cessione di Ferrante all'Inter, il Torino risale in classifica, conquistando il primo posto assoluto nella classifica finale del 2001, con Schwoch impegnato da prima punta che contribuisce con 8 gol in 31 incontri.

#### Ultimi anni al Vicenza
Nell'estate 2001, appena approdato al Vicenza retrocesso dalla Serie A, Stefan Schwoch partecipò come concorrente VIP alla quinta puntata del 17 agosto 2001 del game show televisivo Facce da quiz su Canale 5.
Nella sua prima stagione in maglia berica la squadra biancorossa chiude l'annata a metà classifica con Schwoch autore di 13 gol in 31 incontri. Nel 2002-2003 il Vicenza di Andrea Mandorlini giunge nelle zone alte della classifica: Schwoch viene impiegato da punta unica e realizza 19 gol in 33 incontri (tra cui un gol nel derby veneto contro l'Hellas Verona vinto per 4-1).
L'anno dopo, guidato dal tecnico Giuseppe Iachini, disputa poche partite anche a causa di numerosi infortuni e alla fine sono 7 i suoi gol in 24 apparizioni. Nel 2004-2005 segna 12 gol in 35 incontri, e la squadra, dopo i play-out salvezza contro la Triestina retrocede in Serie C1, per poi essere ripescata in cadetteria per illeciti di altre squadre.
A 36 anni è ancora al Vicenza; nella prima parte della stagione 2005-2006 gioca poco, mentre nel finale, dopo quattro mesi di panchina e tribuna, torna fra i titolari di Giancarlo Camolese (che ritrova dopo l'esperienza di Torino) giocando come unica punta e contribuisce con 5 gol che fruttano 3 vittorie (a partire da quella nel derby vinto contro l'Hellas Verona) e un pareggio, alla salvezza della squadra.
All'età di 37 anni, nel corso della stagione 2006-2007, disputa il maggior numero di partite in un anno in maglia biancorossa, 37, e diviene il quarto di tutti i tempi fra i goleador biancorossi, superando Paolo Rossi.
Il 1º giugno 2008 gioca la sua ultima partita, in casa del Lecce, persa 1-0: Schwoch entra nel secondo tempo non riuscendo a raggiungere il gol di fine carriera.
Il suo score consta di 2 reti in 14 partite in Serie A, 135 reti in 382 partite in Serie B, 21 reti in 33 partite in Serie C1 e 39 reti in 117 partite in Serie C2, per un totale di 197 gol in 546 apparizioni fra i professionisti. A questi risultati si aggiungono le 43 reti in 123 partite fra i dilettanti e le 20 reti in 34 partite in Coppa Italia. Tra campionato e Coppa Italia ha realizzato un totale di 260 reti in 682 presenze.

### Dopo il ritiro
Il 4 agosto 2010 viene nominato direttore sportivo del Vicenza. Dopo questa breve esperienza si dedica all’attività di consulente finanziario.
Dal 2018 lavora per la piattaforma DAZN come commentatore delle partite di Serie B  e dal 2021 anche di quelle di Serie A.

## Statistiche

### Presenze e reti nei club
| Stagione          | Squadra           | Campionato        | Campionato | Campionato | Coppe nazionali | Coppe nazionali | Coppe nazionali | Coppe continentali | Coppe continentali | Coppe continentali | Altre coppe | Altre coppe | Altre coppe | Totale | Totale |
| Stagione          | Squadra           | Comp              | Pres       | Reti       | Comp            | Pres            | Reti            | Comp               | Pres               | Reti               | Comp        | Pres        | Reti        | Pres   | Reti   |
| ----------------- | ----------------- | ----------------- | ---------- | ---------- | --------------- | --------------- | --------------- | ------------------ | ------------------ | ------------------ | ----------- | ----------- | ----------- | ------ | ------ |
| 1987-1988         | Merano            | Int               | 25         | 4          | -               | -               | -               | -                  | -                  | -                  | -           | -           | -           | 25     | 4      |
| 1988-1989         | Benacense Riva    | Int               | 31         | 9          | -               | -               | -               | -                  | -                  | -                  | -           | -           | -           | 31     | 9      |
| 1989-1990         | SPAL              | C2                | 24         | 1          | CI-C            | ?               | ?               | -                  | -                  | -                  | -           | -           | -           | 31+    | 9+     |
| 1990-1991         | Crevalcore        | Int               | 29         | 12         | -               | -               | -               | -                  | -                  | -                  | -           | -           | -           | 29     | 12     |
| 1991-1992         | Crevalcore        | Int               | 30         | 18         | -               | -               | -               | -                  | -                  | -                  | -           | -           | -           | 30     | 18     |
| Totale Crevalcore | Totale Crevalcore | Totale Crevalcore | 59         | 30         |                 | -               | -               |                    | -                  | -                  |             | -           | -           | 59     | 30     |
| 1992-1993         | Pavia             | C2                | 29         | 7          | CI-C            | ?               | ?               | -                  | -                  | -                  | -           | -           | -           | 29+    | 12+    |
| 1993-1994         | Pavia             | C2                | 31         | 12         | CI-C            | ?               | ?               | -                  | -                  | -                  | -           | -           | -           | 31+    | 12+    |
| Totale Pavia      | Totale Pavia      | Totale Pavia      | 60         | 19         |                 | ?               | ?               |                    | -                  | -                  |             | -           | -           | 60+    | 19+    |
| 1994-1995         | Livorno           | C2                | 33+2       | 19+2       | CI-C            | ?               | ?               | -                  | -                  | -                  | -           | -           | -           | 35     | 21     |
| 1995-1996         | Ravenna           | C1                | 33         | 21         | CI-C            | ?               | ?               | -                  | -                  | -                  | -           | -           | -           | 33+    | 21+    |
| 1996-1997         | Ravenna           | B                 | 38         | 8          | CI              | 2               | 1               | -                  | -                  | -                  | -           | -           | -           | 40     | 9      |
| Totale Ravenna    | Totale Ravenna    | Totale Ravenna    | 71         | 29         |                 | 2+              | 1+              |                    | -                  | -                  |             | -           | -           | 73+    | 30+    |
| 1997-1998         | Venezia           | B                 | 36         | 17         | CI              | 3               | 0               | -                  | -                  | -                  | -           | -           | -           | 39     | 17     |
| 1998-gen. 1999    | Venezia           | A                 | 14         | 2          | CI              | 3               | 0               | -                  | -                  | -                  | -           | -           | -           | 17     | 2      |
| Totale Venezia    | Totale Venezia    | Totale Venezia    | 50         | 19         |                 | 6               | 0               |                    | -                  | -                  |             | -           | -           | 56     | 19     |
| gen.-giu. 1999    | Napoli            | B                 | 22         | 6          | CI              | 0               | 0               | -                  | -                  | -                  | -           | -           | -           | 22     | 6      |
| 1999-2000         | Napoli            | B                 | 35         | 22         | CI              | 9               | 4               | -                  | -                  | -                  | -           | -           | -           | 44     | 26     |
| Totale Napoli     | Totale Napoli     | Totale Napoli     | 57         | 28         |                 | 9               | 4               |                    | -                  | -                  |             | -           | -           | 66     | 32     |
| 2000-2001         | Torino            | B                 | 31         | 8          | CI              | 7               | 8               | -                  | -                  | -                  | -           | -           | -           | 38     | 16     |
| 2001-2002         | Vicenza           | B                 | 31         | 13         | CI              | 3               | 1               | -                  | -                  | -                  | -           | -           | -           | 34     | 14     |
| 2002-2003         | Vicenza           | B                 | 33         | 19         | CI              | 7               | 4               | -                  | -                  | -                  | -           | -           | -           | 40     | 23     |
| 2003-2004         | Vicenza           | B                 | 24         | 7          | CI              | 1               | 0               | -                  | -                  | -                  | -           | -           | -           | 25     | 7      |
| 2004-2005         | Vicenza           | B                 | 33+2       | 12         | CI              | 3               | 1               | -                  | -                  | -                  | -           | -           | -           | 38     | 13     |
| 2005-2006         | Vicenza           | B                 | 32         | 8          | CI              | 1               | 1               | -                  | -                  | -                  | -           | -           | -           | 33     | 9      |
| 2006-2007         | Vicenza           | B                 | 37         | 11         | CI              | 1               | 0               | -                  | -                  | -                  | -           | -           | -           | 38     | 11     |
| 2007-2008         | Vicenza           | B                 | 28         | 4          | CI              | 0               | 0               | -                  | -                  | -                  | -           | -           | -           | 28     | 4      |
| Totale Vicenza    | Totale Vicenza    | Totale Vicenza    | 218+2      | 74         |                 | 16              | 7               |                    | -                  | -                  |             | -           | -           | 236    | 81     |
| Totale carriera   | Totale carriera   | Totale carriera   | 650        | 242        |                 | 40+             | 20+             |                    | -                  | -                  |             | -           | -           | 690    | 262    |

### Record
- Calciatore con il maggior numero di reti realizzate in Serie B[2], play-off e play-out esclusi

## Palmarès

### Club
- Campionato italiano Serie C1: 1

Ravenna: 1995-1996 (girone A)
- Campionato italiano di Serie B: 1

Torino: 2000-2001

### Individuale
- Capocannoniere della Coppa Italia: 1

2000-2001 (8 gol)